# El Seminari de Barcelona (1593-1917)
El Seminari de Barcelona: 1593-1917: aportació per a una anàlisi de la influència de la formació del clergat en el desenvolupament del pensament catòlic a Catalunya és una obra del sacerdot i historiador Enric Subirà i Blasi, publicada per primera vegada per Publicacions de l'Abadia de Montserrat el mes d'octubre de l'any 1993, en el volum 49 de seva col·lecció Scripta et Documenta. Té un pròleg del també historiador i sacerdot Casimir Martí i Martí.
El llibre s'estructura en set capítols, més un apèndix documental. En el primer capítol es fa un repàs de les diferents ubicacions del Seminari Conciliar de Barcelona, des de la seva creació l'any 1593, i ubicat al Convent de Montalegre, i fins l'arribada a l'edifici on s'ubica actualment.
El capítols segon a cinquè analitzen diferents aspectes de la vida i la gestió del Seminari. En el segon capítol es parla de l'estructuració normativa, i dels diferents estatuts, reglaments i disposicions del Seminari. És especialment detallada la relació de reglaments i estatuts, que abasten més de 300 anys, i que van des del primer reglament emès pel bisbe Lluís de Sanç i Manegat l'any 1614, i fins al reglament que va promulgar el bisbe Enric Reig i Casanova el 1917. El tercer i el quart se centren en el règim intern i en la vida espiritual, respectivament. I el cinquè capítol tracta sobre l'ensenyament i la vida intel·lectual que s'hi desenvolupava, i hi podem trobar informació rellevant sobre diferents plans d'estudi, les càtedres o llistats de professors. També hi tenen cabuda en aquest capítol la política lingüística que se seguia al Seminari, així com la importància del Tomisme en la formació dels sacerdots.
El sisè capítol posa de manifest la importància del Seminari i de la Biblioteca Pública Episcopal en el moviment de la Renaixença, especialment amb l'impuls de la Biblioteca d'autors catalans i el Diccionari d'escriptors catalans.
El setè capítol inclou aspectes econòmics i un seguit de dades estadístiques.
Conté també un apèndix documental, on s'inclouen fins a deu documents que ajuden a contextualitzar i entendre millor l'època cronològica que abasta el llibre. Entre aquests documents destaca el Decret d'erecció del Seminari, emès pel bisbe Joan Dimes Lloris el 20 de novembre de 1593.
Per acabar, el llibre inclou un quadre sinòptic amb tots els reglaments del Seminari, un Rectorologi i una estadística d'ordenacions de sacerdots.
Segons Primitivo Tineo, que va escriure una ressenya del llibre per a l'Anuario de Historia de la Iglesia, «[e]l libro del Dr. Subirà ayudará a quienes se dedican al estudio de los seminarios diocesanos, proporcionando también una selecta bibliografía. Estudios semejantes al que presentamos permitirán descubrir la riqueza y la vida de cada diócesis en particular».